# Kouty (hrad)
Kouty jsou zřícenina tvrze, někdy označované jako hrad, ze 14. století. Nachází se na severozápadním okraji vesnice Kouty v okrese Benešov, tři kilometry jižně od Votic. Od roku 1965 je chráněna jako kulturní památka.

## Historie

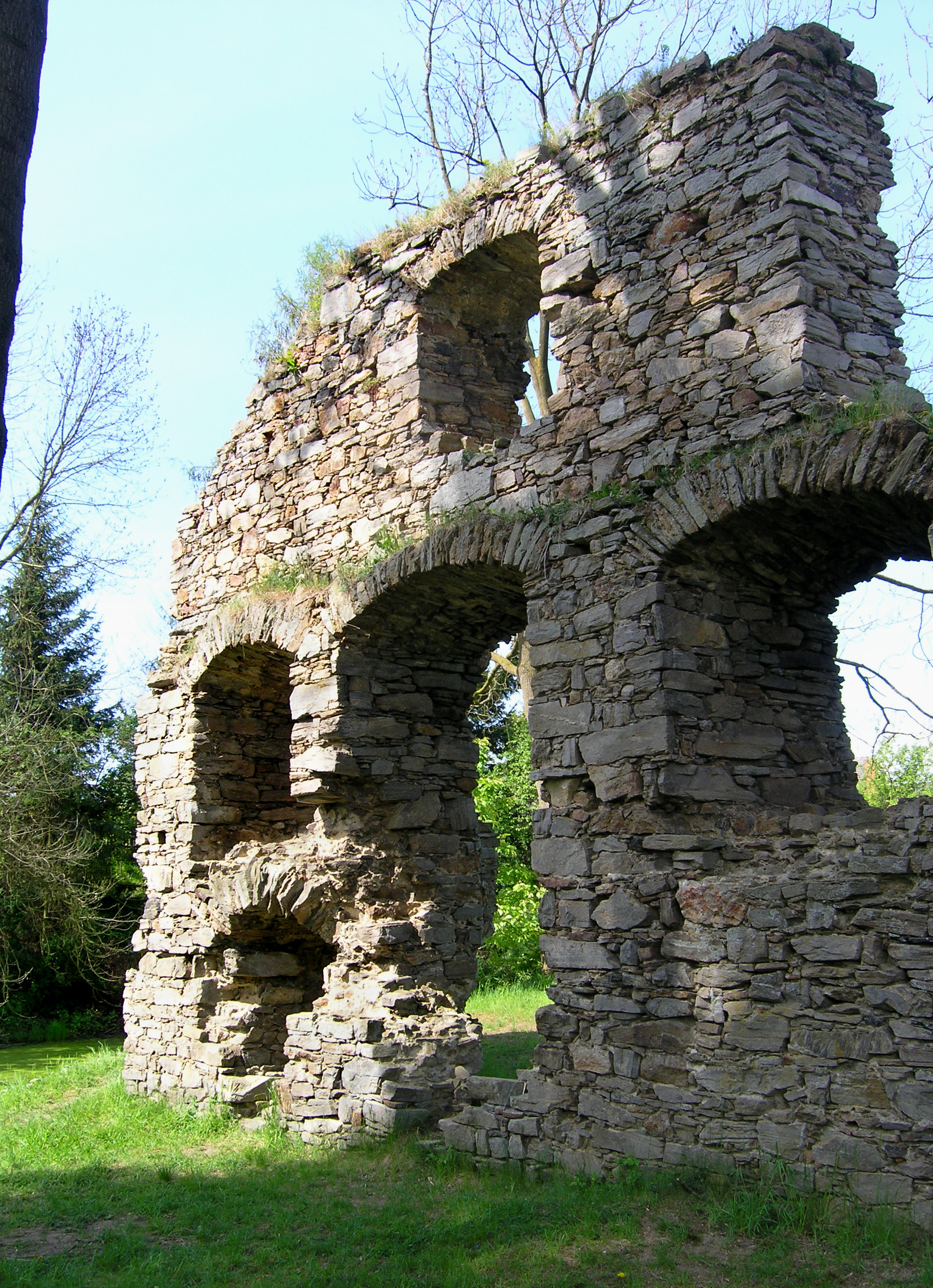
Vnitřní líc zdi stavby uprostřed tvrziště

První písemná zmínka o hradu je z roku 1366. Koncem 14. století ji získal Jarohněv Vejhák z Křečovic. V držení jeho rodu byla až do 16. století. Po roce 1606 byly Kouty připojeny ke Smilkovu, tvrz byla opuštěna, pustla a v roce 1813 definitivně zbořena.

## Stavební podoba
Tvrziště uprostřed rybníka mělo rozměry asi 20 × 30 metrů. Hospodářské zázemí tvrze se nacházelo pravděpodobně na místě dochovaného barokního hospodářského dvora jižně od tvrze. Dochované zdi jsou pozůstatky dvou budov. Uprostřed tvrziště se dochovala nádvorní zeď obytné budovy s otvory po oknech a portálu v přízemí a prvním patře. Nároží na východní straně tvrziště bylo součástí vstupní budovy, která byla vysunuta do vodního příkopu. Její přízemí bylo zaklenuté valenou klenbou. Další zdi neznámého stáří byly zachyceny geofyzikálním průzkumem pod úrovní terénu.